# Té con hierbabuena
El té con hierbabuena (en árabe, شاي بالنعناع shāy bi l-na'anā), té moruno (en España) o atay (del árabe, أتاي) es una bebida caliente de té verde tipo gunpowder, aromatizado con hojas o ramas de hierbabuena fresca y endulzado con bastante azúcar, y es ampliamente consumida en los países del Magreb, particularmente en Marruecos, de donde es originario. En el árabe de Marruecos se le denomina comúnmente atay, voz de origen árabe Hilalita . También se le denomina té a la menta por influencia del francés y porque ambas plantas son parientes, aunque se prefiere el uso de yerbabuena frente a la menta.  
Originario de Marruecos, está extendido por todo el Magreb. Se consume a lo largo de todo el día y es la bebida que se ofrece habitualmente al invitado como muestra de hospitalidad. Se le atribuyen virtudes digestivas, tonificantes y diuréticas.

## Preparación
La preparación, y por tanto el sabor, difiere de unas zonas a otras. En general, se usa una tetera de forma particular, pero puede usarse cualquier otra. El té empleado es de tipo gunpowder ("pólvora"), muy reconocible porque sus hojas secas se presentan en forma de pequeñas bolas, del tamaño de un perdigón, que se abren después en contacto con el agua caliente. Dado que el nombre té a la menta puede inducir a confusión, hay que destacar que la hierba empleada es la Mentha spicata (hierbabuena), no el poleo ni la piperita. Debe ser fresca, en ningún caso seca.  
Los pasos a seguir son:
- Escaldar con agua hirviendo el interior de la tetera para quitarle todo sabor metálico.
- Añadir el té, calculando una cucharadita por persona y una más "para la tetera" (esta proporción es variable según los gustos)
- Añadir agua hirviendo. Esperar unos segundos, no más de un minuto, y tirar el agua: de esta manera el té se "lava", quitándole el sabor amargo.
- Volver a añadir agua hirviendo, un manojo de hierbabuena (un buen puñado, no unas hojas) y azúcar al gusto. Tradicionalmente suele estar bastante azucarado, más en las zonas rurales que las urbanas, y más en unas regiones que en otras. El azúcar empleado es blanco, de tipo qaleb, es decir, en bloque, o en su defecto en terrones, aunque puede usarse azúcar suelto. Los servicios tradicionales de té incluyen un pequeño martillo para cortar los trozos del bloque de azúcar.
- En ocasiones, se pone la tetera al fuego para que dé un hervor. El té es entonces más fuerte y amargo.
- La mezcla no se remueve con una cuchara, sino escanciando el té en un vaso y volviéndolo a verter en la tetera, varias veces hasta que esté mezclado. Entonces se prueba y se rectifica de ingredientes.
- Se sirve escanciándolo desde cierta altura, de modo que el vaso presente una ligera corona de espuma. El té así se oxigena, y se potencia su sabor. Se toma muy caliente.
- En algunos lugares se añaden flores de azahar o piñones.
- Tradicionalmente se puede sustituir la hierbabuena con absenta, pero es algo ya poco habitual.

Una forma alternativa de prepararlo es no poner la hierbabuena en la tetera sino en el vaso, y echar después el té. En este caso los vasos empleados son más grandes que los vasos habitualmente pequeños que se emplean con las teteras. 
El sabor y el aspecto del té van cambiando según se va sirviendo. Los primeros vasos son más dulces y en los últimos se aprecia más el amargor de la hierba a medida que se enfría el fondo de la tetera. Una tradición dice que el té debe servirse tres veces: el primer vaso es "dulce como la vida"; el segundo, "fuerte como el amor" y el último "amargo como la muerte".

## Historia

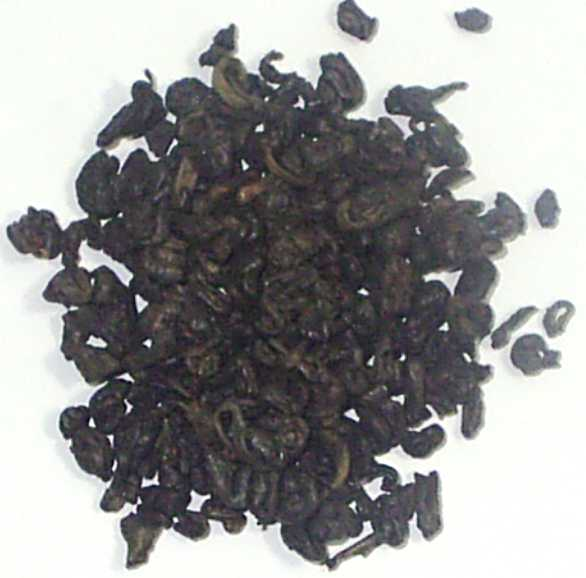
Té gunpowder

A pesar de su importancia social en el Magreb, donde se ha convertido en la bebida tradicional por excelencia, el té con hierbabuena tiene una historia bastante reciente. Sus orígenes se remontan al siglo XIX, cuando el té llega a Marruecos introducido por los británicos, que buscaban nuevos mercados para este producto, cultivado en su colonia de la India. El producto tuvo buena acogida entre los marroquíes, que lo mezclaron con sus infusiones tradicionales de hierbabuena o absenta.

- Datos: Q937101
- Multimedia: Atay / Q937101